# Peckhamia argentinensis
Peckhamia argentinensis is een spinnensoort in de taxonomische indeling van de springspinnen (Salticidae).
Het dier behoort tot het geslacht Peckhamia. De wetenschappelijke naam van de soort werd voor het eerst geldig gepubliceerd in 1986 door María Elena Galiano.